# Japan Soccer League 1975
Die Japan Soccer League 1975 war die elfte Spielzeit der japanischen Japan Soccer League. An ihr nahmen 20 Vereine teil. Meister wurden die Yanmar Diesel.

## Ergebnisse

### Division 1
| Pl. | Verein                      | Sp. | S  | U | N  | Tore    | Diff. | Punkte |
| --- | --------------------------- | --- | -- | - | -- | ------- | ----- | ------ |
| 1.  | Yanmar Diesel               | 18  | 14 | 3 | 1  | 044:110 | +33   | 31     |
| 2.  | Mitsubishi Heavy Industries | 18  | 13 | 3 | 2  | 030:160 | +14   | 29     |
| 3.  | Hitachi                     | 18  | 10 | 5 | 3  | 031:110 | +20   | 25     |
| 4.  | Nippon Steel                | 18  | 9  | 3 | 6  | 028:230 | +5    | 21     |
| 5.  | Eidai Industries            | 18  | 8  | 2 | 8  | 030:290 | +1    | 18     |
| 6.  | Furukawa Electric           | 18  | 6  | 5 | 7  | 034:220 | +12   | 17     |
| 7.  | Fujita Industries           | 18  | 5  | 3 | 10 | 019:310 | −12   | 13     |
| 8.  | Toyo Industries             | 18  | 4  | 4 | 10 | 020:290 | −9    | 12     |
| 9.  | Nippon Kokan                | 18  | 4  | 3 | 11 | 015:320 | −17   | 11     |
| 10. | Toyota Motors               | 18  | 0  | 3 | 15 | 017:640 | −47   | 03     |

### Division 2
| Pl. | Verein                | Sp. | S  | U | N  | Tore    | Diff. | Punkte |
| --- | --------------------- | --- | -- | - | -- | ------- | ----- | ------ |
| 1.  | Tanabe Pharmaceutical | 18  | 12 | 3 | 3  | 036:170 | +19   | 27     |
| 2.  | Yomiuri               | 18  | 11 | 4 | 3  | 043:160 | +27   | 26     |
| 3.  | Fujitsu               | 18  | 10 | 6 | 2  | 037:170 | +20   | 26     |
| 4.  | Honda Motors          | 18  | 10 | 2 | 6  | 033:290 | +4    | 22     |
| 5.  | Teijin Matsuyama      | 18  | 8  | 3 | 7  | 031:340 | −3    | 19     |
| 6.  | Kyoto Shiko Club      | 18  | 5  | 5 | 8  | 018:200 | −2    | 15     |
| 7.  | Kofu SC               | 18  | 5  | 4 | 9  | 027:340 | −7    | 14     |
| 8.  | Sumitomo Metals       | 18  | 3  | 6 | 9  | 027:380 | −11   | 12     |
| 9.  | NTT Kinki             | 18  | 4  | 2 | 12 | 025:520 | −27   | 10     |
| 10. | Dainichi Nippon Cable | 18  | 3  | 3 | 12 | 019:390 | −20   | 09     |

## Preise

### Torschützenkönige
- Kunishige Kamamoto (17 Tore) (Yanmar Diesel)

### Rookie des Jahres
- Kazuo Saitō (Mitsubishi Heavy Industries)

### Best XI
- Mitsuhisa Taguchi (Mitsubishi Heavy Industries)
- Kazuo Saitō (Mitsubishi Heavy Industries)
- Eijun Kiyokumo (Furukawa Electric)
- Nobuo Kawakami (Hitachi)
- Hiroshi Ochiai (Mitsubishi Heavy Industries)
- Daishirō Yoshimura (Yanmar Diesel)
- Takaji Mori (Mitsubishi Heavy Industries)
- George Kobayashi (Yanmar Diesel)
- Akira Matsunaga (Hitachi)
- Kunishige Kamamoto (Yanmar Diesel)
- Mitsunori Fujiguchi (Mitsubishi Heavy Industries)